# Junta Revolucionaria de Gobierno (El Salvador)
Junta Revolucionaria de Gobierno (JRG) es el nombre con el que se conoce a tres gobiernos de facto de El Salvador que gobernaron el país entre el 15 de octubre de 1979 y el 2 de mayo de 1982. A inicios de estos gobiernos se produjo el estallido de la guerra civil que afectó al país durante una década. 

## Primera Junta Revolucionaria de Gobierno

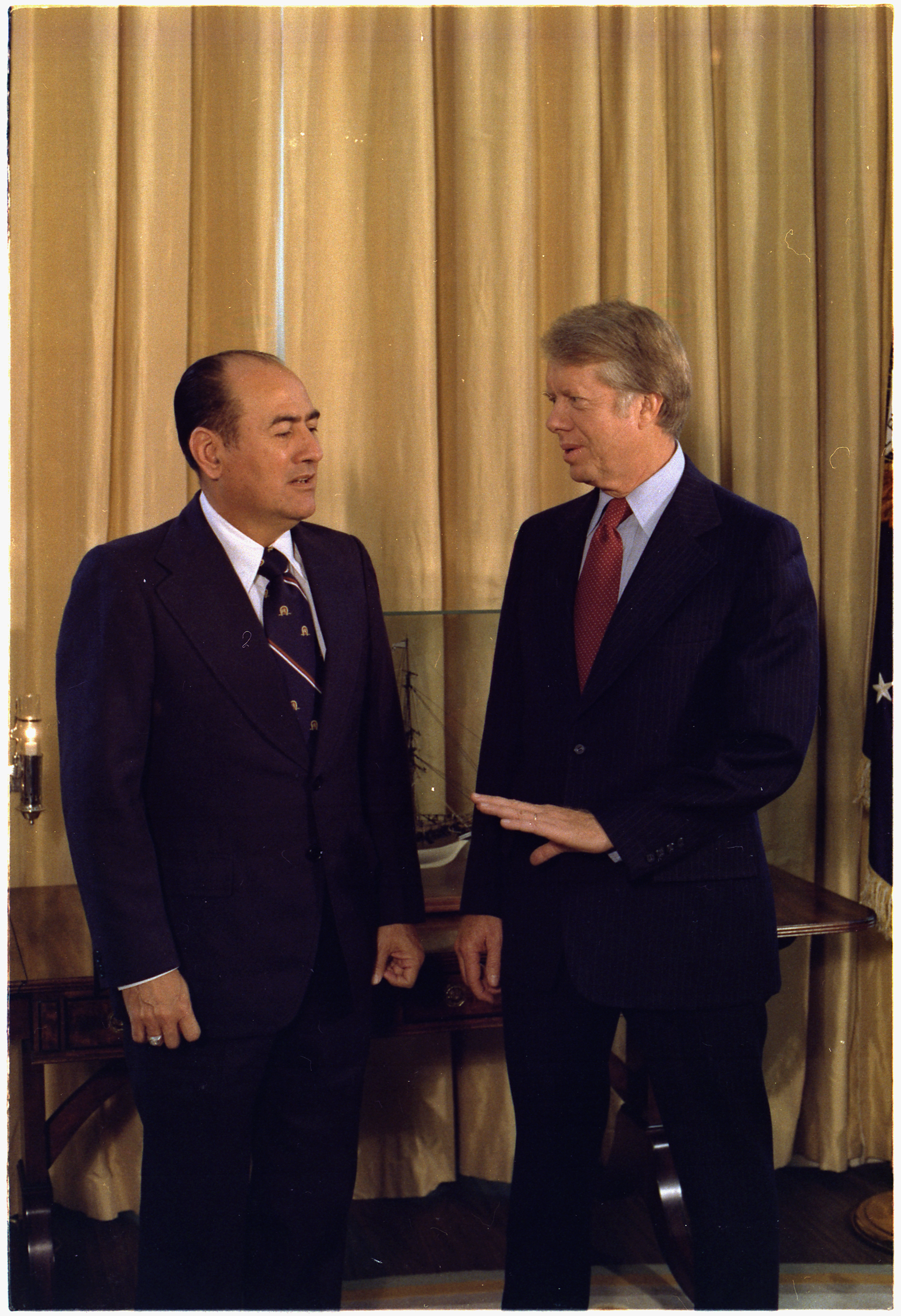
15 de octubre de 1979. Durante un golpe incruento, un grupo de militares jóvenes y de profesionales civiles derrocan al presidente y general Carlos Humberto Romero Inicia así la primera Junta Revolucionaria de Gobierno.

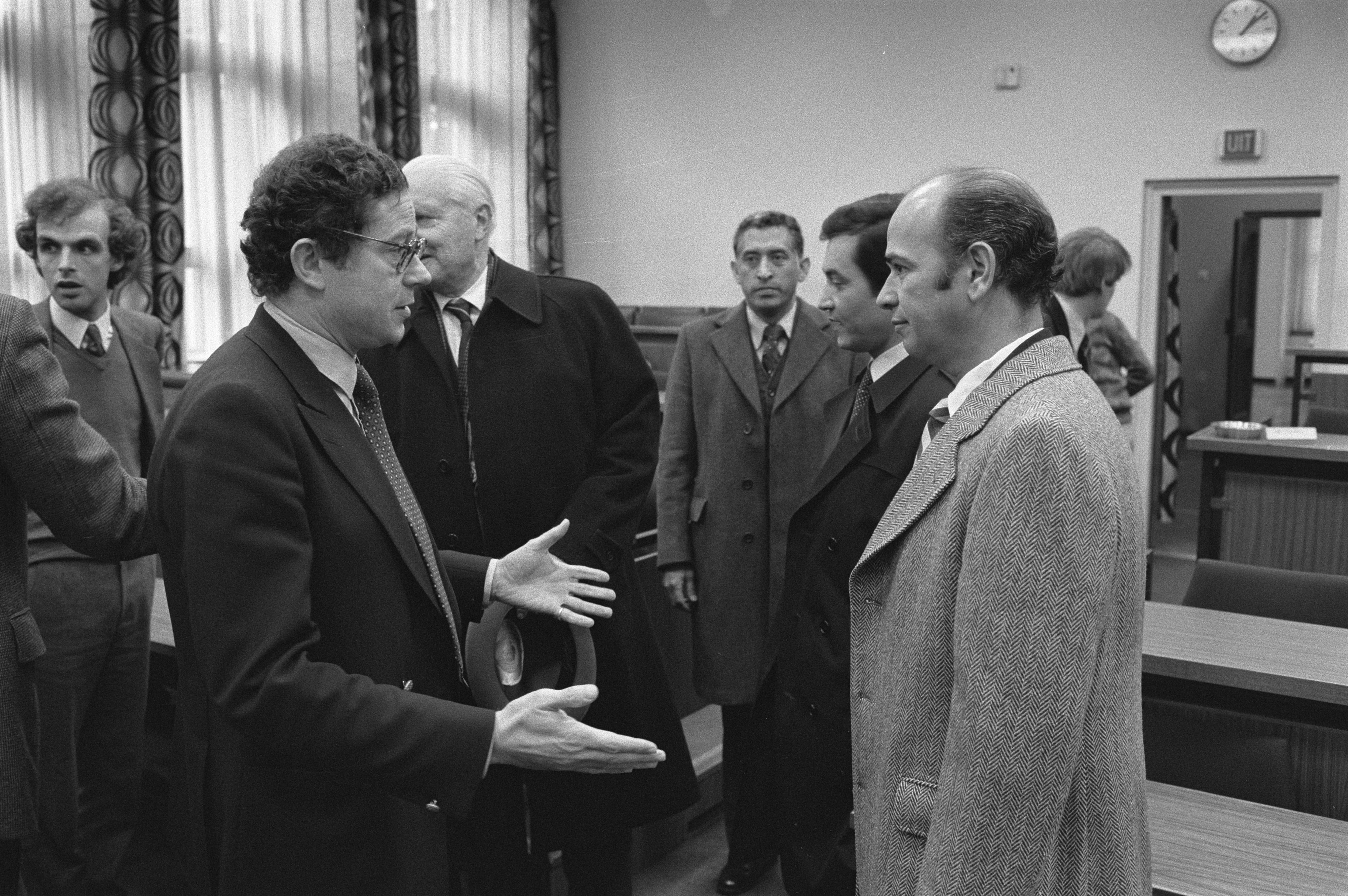
Ministro Morales Ehrlich, miembro de la Junta en El Salvador, sostuvo reunión con la Comisión de Relaciones Exteriores en La Haya
Descripción: Gualthérie van Wezel (CDA, izquierda), miembro del Comité

El 15 de octubre de 1979, un golpe encabezado por el autodenominado movimiento de la Juventud Militar derrocó al presidente salvadoreño en turno, el general Carlos Humberto Romero (1977-1979), poniendo fin a 17 años de gobierno del conservador Partido de Conciliación Nacional (PCN). El presidente Romero, en los dos años y medio de su mandato había enfrentado con una escalada represiva el creciente movimiento revolucionario. Las organizaciones de masas habían ocupado prácticamente las calles, y eran enfrentadas con ataques directos de la Guardia Nacional y el Ejército. Los grupos guerrilleros actuaban en la ciudad y en el campo cada vez con mayor desenvoltura, y se dedicaron no sólo al combate contra los cuerpos de seguridad, sino también al exterminio de los miembros de la Organización Democrática Nacionalista (ORDEN), agrupación de masas creada por el gobierno a principios de los sesenta, que en ese momento cumplía tareas paramilitares o de denuncia de militantes de la izquierda. Desde un año antes, la Comisión Interamericana de Derechos Humanos (CIDH) de la Organización de los Estados Americanos (OEA) preparaba un informe condenatorio del gobierno de Romero, que debía presentarse en una reunión que se celebraría el 22 de octubre de 1979 en La Paz (Bolivia). En los meses anteriores, además, el presidente estadounidense, Jimmy Carter, envió varias veces al subsecretario de estado Viron P. Vaky a entrevistarse con Romero para advertirle que debía renunciar o convocar a elecciones anticipadas, de preferencia en 1980. Romero, un militar con un alto sentido institucional, se negó en redondo. Los golpistas contaron pues con el apoyo del gobierno de los Estados Unidos, que consideraba que el general Romero había perdido el control de la situación del país, y mostraban preocupación ante el fortalecimiento de los grupos armados de izquierda. Tras varios meses de conspiraciones y negociaciones dentro del ejército, el cuerpo armado avaló el proyecto de la Juventud Militar.
El golpe fue avalado por el llamado Foro Popular, creado en septiembre anterior, en el que participaban algunas de las organizaciones que en esos momentos luchaban en las calles, como la Federación Nacional Sindical de Trabajadores Salvadoreños (FENASTRAS), que era la más poderosa central sindical, perteneciente al Frente de Acción Popular Unificada (FAPU), y las Ligas Populares "28 de Febrero" (LP-28). También estaba el Partido Comunista Salvadoreño, a través de su frente electoral, la Unión Democrática Nacionalista, y de varias agrupaciones sindicales. Otras fuerzas del Foro Popular eran el Partido Demócrata Cristiano (El Salvador) (PDC), el socialdemócrata Movimiento Nacional Revolucionario (MNR) y el Partido Unionista Centroamericano (PUCA).
Tras intensas y rápidas negociaciones entre los militares, el Foro Popular y miembros de la Cámara de Comercio e Industria de El Salvador (CCIES) (estos últimos sin el aval oficial de la empresa privada), se creó la primera etapa de la Junta Revolucionaria de Gobierno (JRG), o Primera Junta, conformada por dos militares y tres civiles.
Los militares, propuestos por la Juventud Militar y ratificados por asambleas realizadas en todos los cuarteles del país, eran los coroneles Jaime Abdul Gutiérrez Avendaño y Adolfo Arnoldo Majano. Los civiles eran Román Mayorga Quiroz, a la postre rector de la Universidad Centroamericana "José Simeón Cañas", de la Compañía de Jesús; Mario Antonio Andino Gómez, exvicepresidente de la Cámara de Comercio e Industria de El Salvador (CCIES), y Guillermo Manuel Ungo, excandidato a vicepresidente de la elección de 1972 y fundador del Movimiento Nacional Revolucionario (MNR). Los dirigentes del golpe, presentaron un programa centrista de gobierno, y prometieron una serie de reformas sociales como la reforma agraria y la nacionalización de la banca y el comercio del café, (principal cultivo del país) así como el cese de la violencia de los cuerpos de seguridad contra la población civil y la implementación de un verdadero sistema democrático en el país. Se nombró un gabinete de ministros de composición plural, en el que participan antiguos opositores a los gobiernos del PCN, entre ellos, el democristiano Rubén Zamora como ministro de la Presidencia y el empresario y terrateniente Enrique Álvarez Córdoba como ministro de Agricultura pero también representantes de los sectores conservadores del país como el coronel José Guillermo García, ministro de Defensa.
El arzobispo de San Salvador, Monseñor Óscar Arnulfo Romero, que había denunciado los abusos a los derechos humanos del gobierno del general Romero, expresó públicamente su esperanza en las buenas intenciones del nuevo gobierno. Por el contrario, los grupos de izquierda incrementaron las protestas y huelgas en todo el país y rechazaron dialogar con el nuevo gobierno.
Llamó la atención la ausencia en la JRG de un miembro del Partido Demócrata Cristiano, la organización tradicional y más fuerte de la oposición salvadoreña. Ello se debió a una maniobra del MNR y el PCS en el Foro Popular, con lo que evitaban la llegada de un dirigente demócrata cristiano con poder o con una influencia que neutralizara a los otros miembros civiles, como José Napoleón Duarte, Adolfo Rey Prendes o José Antonio Morales Erlich. Sin embargo, el PDC no pensaba "gastar" a sus piezas fuertes, y envió a la Junta a los jóvenes miembros del sector progresista, como Mario Zamora, Rubén Zamora, Héctor Dada Hirezi y Jorge Villacorta, quienes sin embargo obtuvieron puestos claves, como el Ministerio de la Presidencia y los ministerios clave.
La presencia de Mayorga, Ungo y de los progresistas del PDC, así como de figuras ligadas a los jesuitas de izquierda, puso en guardia a la empresa privada, que no apoyó (e incluso saboteó) a su representante; los militares tradicionales, interinamente replegados, también se pusieron en guardia. De inmediato comenzaron las pugnas entre los participantes civiles en el gobierno, y entre estos y los militares. Era claro que la alianza no duraría mucho tiempo, y el ejército comenzó conversaciones paralelas con los miembros tradicionales del PDC.
Aunque se esperaba que el golpe de Estado y la conformación de la JRG frenarían el movimiento popular, o al menos darían un respiro, las cosas empeoraron. Aunque el PCS dio se "apoyo crítico" al gobierno y varios de sus más destacados militantes ocuparon ministerios, viceministerios y oficinas, el FAPU se lanzó a la lucha de calle junto con el Bloque Popular Revolucionario para exigir un pliego petitorio muy similar al que planteaba la Proclama de la Fuerza Armada como parte de su plan de gobierno: aumentos salariales, reforma agraria, disolución de La ORDEN. congelamiento de alquileres, etcétera. Por si fuera poco, las LP-28 realizaron tomas de poblaciones periféricas, apoyadas por el Ejército Revolucionario del Pueblo, y llamaron a la insurrección; fueron combatidos por las fuerzas de seguridad, con importantes bajas entre sus militantes y la población civil. La represión contra la izquierda no cesó porque numerosos oficiales de la Fuerza Armada, mantenían sus lazos de colaboración con los escuadrones de la muerte (grupos ultraderechistas) bajo el nuevo gobierno, similar a los gobiernos del PCN, ejerciendo considerable presión sobre cualquier funcionario de la Junta que intentara poner en marcha el plan de reformas prometidas. Los escuadrones de la muerte actuaban con impunidad, matando a los sospechosos de ser simpatizantes de las organizaciones armadas de izquierda e incluso a miembros del Partido Demócrata Cristiano (PDC) a pesar de que este partido apoyaba al nuevo gobierno. Dentro de la primera semana después de que la Junta tomó el poder, los organismos de derechos humanos denunciaron un centenar de muertos debido a la violencia política.
Las tomas de fábricas, de los ministerios de Trabajo y Economía, la persecución de la guerrilla contra los militantes de La ORDEN (disuelta mediante decreto a los pocos días del golpe de Estado), las manifestaciones diarias y los ataques a guarniciones de la Guardia Nacional en el campo se sumaron a las pugnas entre las partes gobernantes, en especial a las presiones de los civiles contra los militares, jóvenes o tradicionales. Los sectores institucional y conservador el ejército, además, entraron en conflicto con los militares jóvenes, y estos echaron en cara a sus antiguos aliados el sabotaje contra la Proclama. Así, el 28 de diciembre de 1979 se produjo una reunión entre los miembros del gabinete civil, la JRG y representantes de los diferentes sectores del ejército, que terminó en un enfrentamiento que llevó a la ruptura de la Primera Junta. La espiral de violencia entre los grupos armados de izquierda, los escuadrones de la muerte y los cuerpos de seguridad continuó durante noviembre y diciembre de 1979; el país vivía un ambiente de pre-guerra, mientras la esperada reforma agraria tardaba en implementarse. Entretanto, las contradicciones internas dentro de la Junta pronto se hicieron evidentes, con el Coronel Majano representando, el punto de vista de los sectores militares progresistas y el Coronel Gutiérrez que representaba más la opinión de los sectores conservadores de la Fuerza Armada. Entre el 2 y el 5 de enero de 1980, los 3 miembros civiles de la Junta, dimitieron, junto con el gabinete de ministros, excepto el ministro de defensa, coronel García. El 2 de enero, el arzobispo Óscar Arnulfo Romero celebró una reunión de mediación, que fracasó: en ese momento, paralelamente, estaban renunciando varios miembros del gabinete, y las dimisiones continuarían durante la siguiente semana.

## Segunda Junta Revolucionaria de Gobierno
Las negociaciones paralelas del ejército con el sector tradicional del PDC, además, le daban confianza a la institución armada de que no quedarían en el vacío. Dentro del PDC, aunque buena parte de los progresistas habían abandonado el gobierno, otros permanecían en sus puestos (como el procurador Mario Zamora), y eran la mayoría dentro de la Comisión Política. Así, el 9 de enero de 1980, se anuncia la nueva conformación de la Junta Revolucionaria de Gobierno, conocida como Segunda Junta.
Además de Gutiérrez y Majano, fueron incluidos José Antonio Morales Erlich, del sector tradicional del PDC; Héctor Dada Hirezi, del progresista, quien había ocupado la cartera de Relaciones Exteriores en la Primera Junta, y José Ramón Ávalos Navarrete, un médico desconocido hasta entonces en el ámbito político, que se presentaba como figura independiente.
El 9 de enero de 1980 se conformó la segunda Junta Revolucionaria de Gobierno, con la participación de los dos militares que formaban parte de la anterior, Adolfo Arnoldo Majano, quien fue en este periodo Presidente de la Junta. Jaime Abdul Gutiérrez también siguió dentro de la Junta junto con los dirigentes políticos Héctor Dada Hirezi y José Antonio Morales Ehrlich (ambos miembros de la Democracia Cristiana) y el médico José Ramón Ávalos.
El 22 de enero, los grupos de izquierda crearon la Coordinadora Revolucionaria de Masas, en un primer esfuerzo de unificación. La ultraderecha comenzó a acusar al nuevo gobierno de complacencia hacia las fuerzas de izquierda; el 23 de febrero, un escuadrón de la muerte asesinó al procurador general de los pobres, Mario Zamora Rivas, miembro destacado del PDC.
El lunes 3 de marzo, Héctor Dada Hirezi renunció a su cargo dentro de la JRG, incorporándose en su lugar, el líder del PDC, José Napoleón Duarte, debido a que el Partido Demócrata Cristiano no cumplió un ultimátum de salirse de la Junta, como habían dicho a los militares una semana antes, a partir del 23 de febrero, fecha en la que Mario Zamora, el procurador general fue asesinado, Hirezi se fue al exilio y vivió en México 12 años. 
El 8 de marzo de 1980, la JRG, aprobó las esperadas leyes de reforma agraria y de la nacionalización de la banca. (Duarte, Duarte: My Story, ISBN 0-399-13202-3 Pag. 114) El día lunes 24 de ese mismo mes alrededor de las 5 p. m., un escuadrón de la muerte, asesinó a monseñor Óscar Romero. Esa misma semana, el presidente de la Junta, el coronel Adolfo Majano, dio declaraciones de prensa afirmando que la Interpol tenía en su poder la lista de sospechosos del asesinato de Romero y que daría ese informe al juez asignado al caso, el Juez Cuarto de lo Penal Atilio Ramírez Amaya. El juez sufrió un atentado a su vida, hombres armados llegaron para matarlo a su residencia, debido a que respondió al ataque con arma de fuego logró escapar de la muerte. Nunca la lista de la Interpol llegó a manos del juez, tampoco se le concedió protección especial al ser pedida al entonces Presidente de la Corte Suprema de Justicia. No tuvo más remedio sino irse al exilio a Costa Rica. Más tarde, oficiales del ejército leales a Majano detuvieron al Mayor D'Abuisson durante una reunión en la que se decomisó información presuntamente relacionada al asesinato de Monseñor, dentro de una agenda del Capitán Álvaro Saravia, bajo el nombre de «Operación Piña». Sin embargo, el mayor D'abuisson no fue juzgado por el asesinato, ni por traición, ya que se dice que quería dar un golpe de Estado a la Junta. Este fue en vez de ello liberado de prisión en mayo de 1980.
El 17 de abril, la Coordinadora Revolucionaria de Masas se unió a otras organizaciones políticas de izquierda para constituir el Frente Democrático Revolucionario (FDR). En agosto de 1980, hubo una convocatoria a huelga general que fue reprimida por el ejército.
El 14 de mayo el coronel Adolfo Majano renunciaría como presidente de la Junta y comandante en jefe de las fuerzas armadas, entregando esos cargos al coronel Jaime Abdul Gutiérrez, pero permaneciendo como miembro de la junta.
Posteriormente ese mismo día ocurriria la masacre del Sumpul la cual es considerada la primera masacre ocurrida durante el inicio de la guerra civil. 
El 26 de junio, ocurriría la tercera intervención militar en la Universidad de El Salvador, la cual fue la más larga en la historia que duraría 4 años, esta intervención dejó un saldo de 20 personas muertas, la junta justificó esta intervención debido a que una célula guerrillera atacó a un grupo de soldados en las comunidades aledañas a la universidad.  
Durante los meses siguientes la violencia se desbordó en el país; los grupos de ultraderecha continuaron actuando sin control. En octubre de 1980, fue asesinado el rector de la Universidad de El Salvador, Félix Ulloa y en noviembre, los principales líderes del FDR, siendo atribuidos los crímenes a la acción de los escuadrones de la muerte. Estos asesinatos radicalizaron a los sectores de izquierda que respondieron acelerando su proceso de unificación: el 10 de octubre las organizaciones armadas de izquierda constituyeron el Frente Farabundo Martí para la Liberación Nacional.
El 13 de diciembre de 1980, el coronel Arnoldo Majano, representante de los militares progresistas, renunció completamente a la junta.

## Tercera Junta Revolucionaria de Gobierno
Luego de la salida de Majano el 13 de diciembre de 1980, el gobierno fue conocido como Tercera Junta Revolucionaria de Gobierno, y quedó conformado por un único militar, el coronel Jaime Abdul Gutiérrez Avendaño y los civiles José Napoleón Duarte como nuevo Presidente de la Junta, Antonio Morales Ehrlich y José Ramón Ávalos Navarrete. El gobierno de la nueva Junta continuó la implementación de la reforma agraria y prometió una real democratización. Estados Unidos reinicia la ayuda económica.

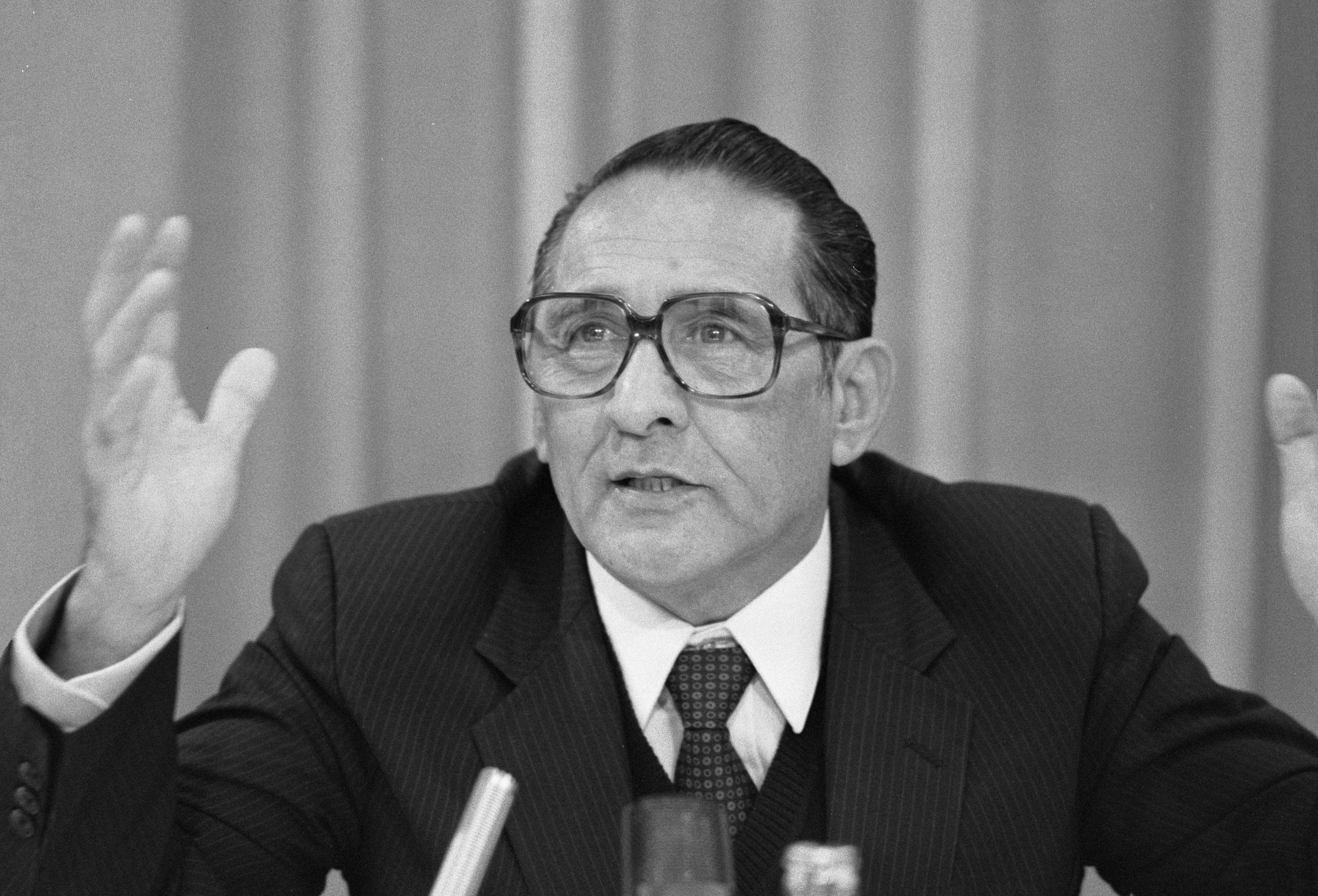
José Napoleón Duarte entró a la Tercera Junta Revolucionaria de Gobierno y luego fue nombrado presidente de la Junta. Finalmente entrega el gobierno a Álvaro Magaña el 2 de mayo de 1982. Él creía que trabajar con el ejército era vital para garantizar la transición a la democracia e implementar programas redistributivos, como la reforma agraria, mientras que sus críticos argumentaron que los graves abusos de los derechos humanos hacían que tal alianza fuera inaceptable.

El 16 de enero de 1980, EE. UU. presta 20 millones de dólares a El Salvador y luego el 18 de diciembre presta otros $45.5 millones alcanzando el total de ayuda en ese año a $150 millones.
El gobierno logró contener la ofensiva general de enero de 1981, conocida también como «ofensiva final», la primera de gran magnitud lanzada por el recién fundado FMLN el 10 de octubre de 1980. Aunque la ofensiva fracasó, las fuerzas del FMLN, no fueron aniquiladas y en su mayoría se replegaron a las zonas rurales del país. El FMLN desarticuló sus grupos de masas y fortaleció sus estructuras militares, dando inicio a una prolongada guerra civil, que culminaría con los Acuerdos de Paz de Chapultepec, el 16 de enero de 1992.
En marzo de 1981, la Junta anunció que convocaría comicios para elegir una asamblea constituyente, en el transcurso del año siguiente. El presidente Duarte quiere un diálogo pero no negociaciones con el FDR. Mientras tanto en EE. UU., 100 000 estadounidenses protestan en frente del Pentágono en oposición al envolvimiento de EE. UU. en El Salvador. En junio de 1981, la Asociación Salvadoreña de Jueces declina en participar en las preparaciones para las elecciones de 1982 debido al continuo terror estatal y el estado de sitio. 
El nuevo presidente socialista francés Francois Mitterand expresa su apoyo a la rebelión salvadoreña. El 28 de agosto de 1981, se da una declaración Franco-Mexicana dando reconocimiento oficial a la oposición salvadoreña como fuerza política representativa.
Las elecciones se celebraron el 28 de marzo de 1982. La Asamblea Nacional Constituyente tomó posesión el 2 de mayo de 1982, y eligió como presidente provisional al banquero Álvaro Magaña que sustituyó en el gobierno a la JRG.